# 日精英
日精英（1979年2月7日—），本名阮國方（Nguyễn Quốc Phương），越南男歌手。出生於胡志明市，畢業於胡志明市高等文化藝術學院。首張專輯《第六感》（Giác Quan Thứ 6）。代表作有與慶玉合作的《哭泣的月亮》（Vầng Trăng Khóc）。近年來多赴海外演出，足跡遍至美國、德國、英國、澳大利亞、新西蘭等國家。

## 外部連結
- 日精英
- YouTube上的哭泣的月亮